# Melinnexis monocera
Melinnexis monocera är en ringmaskart som först beskrevs av Augener 1906.  Melinnexis monocera ingår i släktet Melinnexis och familjen Ampharetidae. Inga underarter finns listade i Catalogue of Life.